# 카를 아돌프 기엘레루프
카를 아돌프 기엘레루프(덴마크어: Karl Adolph Gjellerup, 1857년 6월 2일 ~ 1919년 10월 13일)는 덴마크의 시인이자 소설가로, 1917년에 헨리크 폰토피단과 함께 노벨 문학상을 수상했다. 그는 종종 에피고노스(Epigonos)라는 필명을 사용하기도 했다.